# 석상초원
석상초원(石霜楚圓, 986∼1039)은 중국 송나라 시대의 승려이다.
임제종의 선사이고, 석상초원의 두 제자로부터 임제종이 분화되었다.
- 양기방회(楊岐方會, 992∼1049) : 임제종 양기파[3]
- 황룡혜남(黃龍慧南, 1002∼1069) : 임제종 황룡파[4]

그리하여 기존 선종 5가에서, 오가칠종으로 발전하였다.
- 선종오가 : 위앙종 · 임제종 · 조동종 · 운문종 · 법안종
- 오가칠종 : 위앙종 · 임제종 · 조동종 · 운문종 · 법안종 · 황룡파 · 양기파[6]